# 모기 시노부
모기 시노부(일본어: 茂木 忍, 1997년 2월 16일 ~ )는 일본의 아이돌이며, 여성 아이돌 그룹 AKB48 팀K의 멤버이다.

## 활동
2011년
- 9월 24일, 《AKB48 제13기 연구생 오디션》 최종 심사에서 합격.
- 12월 8일, 6주년 기념 공연에서 첫 피로연.

2012년
- 8월 4일, 셀렉션 심사가 행해진다.
- 8월 5일, 심사에 합격한 것이 발표된다.

2013년
- 8월 24일, 승격해, 신 팀4를 결성.

2015년
• AKBINGO 370화 연애 해금?! 러브러브상 어서오세요♡ 편 모기시노부, 무카이치미온 커플로 나왔다.
• AKBINGO 329, 345화 모기남장을 선보이다.
• 3월 26일, 무카이치 미온과 함께 팀K로 이동발표
• 6월 7일 열린 제7회 선발 총선거에서 퓨처걸스 57위에 첫 랭크인하게 되었다.
2016년
• 제8회 선발 총선거에서는 속보 20위, 개표 결과 47위로 10계단 상승해 넥스트걸즈에 진입했 다.
• 8월 30일, '나의 태양' 공연에 출연함으로써 AKB48의 여름 이벤트에 모두 출연한 유일한 멤버가 되었다.
• 8월 28일, 제 2회 레낫치 선발 총선거에서 작년 16위에 이어 8위로 뽑혔다.
2017년
• 11월 29일, 한국 엠넷에서 주관하는 연말 시상식 2017 MAMA in Japan에서 AKB48로 참가해 위키미키, 청하, PRISTIN, fromis_9 그리고 아이돌학교 1반(이해인, 나띠, 배은영, 조유리, 이시안)과 콜라보 무대로 PICK ME, 헤비로테이션, 코이스루 포춘쿠키를 함께 공연하였다.
2018년
• 6월 15일, 프로듀스 48 출연했다.(순위는 D등급, 91명(사퇴인원뺀 수 )중 47위를 기록했다.)
• 8월 13일, 권외콘서트에서 10회 총선거 101위로 발표되었다. (콘서트에서는 마지막곡 센터맡았다.)
2020년
• 1월 22일, AKB48 무라야마 유이리, 오카다 나나, 무카이치 미온과 함께 유튜브 ゆうなぁもぎおん(유우나아모기온)채널을 개설했다.
2021년
• "집에서 2021년 리퀘아워"에 출연했다.( AKB48 Team K, FIRST Generation)
• AKB48 무라야마 유이리, 오카다 나나, 무카이치 미온과 함께 유튜브 ゆうなぁもぎおん(유우나아모기온)채널을 개설한지 1년 되었다.
• AKB48 팀K 개근 멤버이다.
2022년
• AKB48 60번째 싱글 오랫만의 립글로스에 첫 선발되었고, 데뷔 11년만에 첫 선발이다.
2023년
• 1월 6일, 주식회사 쥬스로 이적을 했다.
2024년
- 1월 19일, AKB48를 졸업.

## 인물
- 장래의 꿈은, 가수.

### AKB48 관련
- 동경하는 멤버는, 마에다 아미.
- PRODUCE 48 (2018년 6월 15일 ~ 2018년 8월 31일, Mnet)

## AKB48에서의 참가곡

### 싱글 CD 선발곡
- 〈ギンガムチェック 깅엄 체크〉에 수록
  - あの日の風鈴 / 그 날의 풍경 - 웨이팅 걸즈 명의
- 〈UZA〉에 수록
  - 大人への道 / 어른으로의 길 - 연구생 명의
- 〈永遠プレッシャー 영원 프레셔〉에 수록
  - 私たちのReason / 우리의 Reason
- 〈So long !〉에 수록
  - 強い花 / 강한 꽃 - 연구생 명의
- 〈さよならクロール 안녕 크롤〉에 수록
  - LOVE修行 / LOVE 수행 - 연구생 명의
- 〈ハート・エレキ 하트 일렉트릭 기타〉에 수록
  - 清純フィロソフィー / 청순 필로소피 - 팀4 명의
- 〈前しか向かねえ 앞 밖에 보지 않아〉에 수록
  - 君の嘘を知っていた / 네 거짓말을 알고 있었어 - Beauty Giraffes 명의
- 〈ラブラドール･レトリバー 래브라도 리트리버〉에 수록
  - ハートの脱出ゲーム / 하트 탈출 게임 - 팀4 명의
- 〈希望的リフレイン 희망적 리프레인〉에 수록
  - 目を開けたままのファーストキス / 눈을 뜬 채로 한 퍼스트 키스 - 팀4 명의
- 〈ハロウィン・ナイト 할로윈 나이트〉에 수록
  - 君にウェディングドレスを… / 너에게 웨딩드레스를… - 퓨처 걸즈 명의

### 앨범 CD 선발곡
- 《次の足跡 다음 발자국》에 수록
  - チーム坂 / 팀 고개 - 팀4 명의
- 《ここがロドスだ、ここで跳べ! 여기가 로도스다, 여기서 뛰어라!》에 수록
  - 涙は後回し / 눈물은 뒷전 - 팀4 명의